# Jürgen Mossack
Jürgen Mossack, né le 20 mars 1948 à Fürth (Bavière), est un avocat d'affaires panaméen, d'origine allemande. Avec Ramón Fonseca Mora, il est le cofondateur de Mossack Fonseca, un cabinet juridique basé au Panama et mis en cause dans l'affaire dite des « Panama Papers ».

## Biographie
Mossack est né à Fürth, dans le Land de Bavière. Sa mère est Luisa Herzog de Mossack. Son père, Erhard Mossack, était membre des Waffen-SS durant la Seconde Guerre mondiale et a quitté l'Allemagne dans les années 1960 pour s'installer au Panama. Il propose ses services d'informateur au gouvernement américain, et la CIA le charge d'une mission d'espionnage de Cuba, depuis le Panama,.
En 1973, Mossack obtient une licence de droit (bachelor degree) de l'université catholique Santa Maria La Antigua, à Panama City. Il travaille ensuite à Londres durant deux ans dans un cabinet, puis retourne vivre au Panama. En 1975, il crée son propre cabinet, qui fusionne avec celui de Ramón Fonseca Mora en 1977 pour former Mossack Fonseca.
De 2009 à 2014, il est membre du Conseil national des relations extérieures (Conarex) du Panama.
En 2016, Mossack Fonseca est le quatrième cabinet de droit offshore au monde.
En février 2016, il est arrêté pour blanchiment d'argent. Il s’acquittera de la somme de 500 000$ pour être libéré dans la journée avec son collègue Ramón Fonseca Mora. Ils sont également affranchis sous caution pour leurs liens supposés avec l'affaire Odebrecht, scandale de corruption ayant des ramifications dans 12 pays latino-américains et africains.
Le 20 octobre 2020, les procureurs de Cologne, en Allemagne, ont émis des mandats d'arrêt internationaux contre Jürgen Mossack et son associé Ramón Fonseca Mora. Les accusations portées contre eux incluent la complicité d'évasion fiscale et la formation d'une organisation criminelle, l'entreprise étant considérée comme un élément central de l'enquête.

## L'affaire des «Panama Papers»
Le 4 avril 2016, son cabinet est mis en cause dans l'affaire dite des « Panama Papers », pour avoir contribué à faciliter le blanchiment d'argent et la fraude fiscale à l'échelle internationale, en permettant notamment la création de sociétés-écran.